# Pixel 5a
O Pixel 5a, também conhecido como Pixel 5a com 5G, é um smartphone Android projetado, desenvolvido e comercializado pelo Google como parte da linha de produtos Google Pixel. Ele serve como uma variante intermediária do Pixel 5. Foi anunciado oficialmente em 17 de agosto de 2021 por meio de um comunicado à imprensa e lançado em 26 de agosto.

## Especificações

### Design e hardware
O Pixel 5a é construído com corpo de alumínio e Gorilla Glass 3 para a tela. O dispositivo está disponível em uma única cor, principalmente preto. A caixa tem um revestimento espesso de plástico, enquanto o botão liga/desliga é texturizado. A parte traseira abriga um sensor de impressão digital capacitivo centralizado abaixo da lente da câmera. Possui alto-falantes estéreo, um localizado na borda inferior e o outro que funciona como fone de ouvido, e um fone de ouvido de 3,5 mm. Uma porta USB-C é usada para carregar e conectar outros acessórios.
O Pixel 5a usa o sistema em chip Qualcomm Snapdragon 765G (composto por oito núcleos Kryo 475, uma GPU Adreno 620 e um DSP Hexagon 696), com 6 GB de RAM LPDDR4X e 128 GB de armazenamento interno UFS 2.1 não expansível. O Snapdragon 765G permite conectividade 5G padrão, no entanto, apenas redes "sub-6" são suportadas.
O Pixel 5a possui uma bateria de 4680 mAh e é capaz de carregar rapidamente em até 18 W. Ele possui uma classificação de proteção contra água IP67, uma atualização em relação ao seu antecessor que não tinha proteção contra água.
O Pixel 5a possui uma tela OLED 1080p de 6,34 polegadas (161 mm) com suporte para HDR. A tela tem uma proporção de 20:9 e um recorte circular no canto superior esquerdo para a câmera frontal.
O Pixel 5a inclui duas câmeras traseiras localizadas em um módulo quadrado elevado. A lente wide de 28 mm 77° f/1.7 possui o sensor Sony Exmor IMX363 de 12,2 megapixels, enquanto a lente ultrawide de 107° f/2.2 possui um sensor de 16 megapixels; a câmera frontal usa um sensor de 8 megapixels. É capaz de gravar vídeo 4K a 30 ou 60 fps.

### Software
O Pixel 5a vem com Android 11 e Google Camera 8.2 no lançamento, com recursos como tela de chamadas e um aplicativo de segurança pessoal. Espera-se que receba 3 anos de grandes atualizações do sistema operacional com suporte até agosto de 2024. É o primeiro telefone Pixel a não ser fornecido com armazenamento ilimitado em alta definição no Google Fotos. Em outubro de 2021, o Pixel 5a foi atualizado para o Android 12 e, em agosto de 2022, o Pixel 5a foi atualizado para o Android 13.